# Chetaïbi (distrito)
Chetaïbi é um distrito localizado na província de Annaba, no extremo leste da Argélia.[carece de fontes?] Sua capital é Chetaïbi.